# Marko Rehmer
Marko Rehmer (ur. 29 kwietnia 1972 roku w Berlinie) — niemiecki piłkarz grający na pozycji obrońcy lub defensywnego pomocnika. Z reprezentacją Niemiec zdobył wicemistrzostwo świata w 2002 roku.

## Kariera piłkarska
- 1978–1979 – Empor HO Berlin
- 1979–1980 – TZ Prenzlauer Berg
- 1980–1996 – Union Berlin
- 1997–1999 – Hansa Rostock
- 1999–2005 – Hertha BSC
- 2005–2007 - Eintracht Frankfurt

## Sukcesy piłkarskie
W reprezentacji Niemiec od 1998 do 2003 roku rozegrał 35 meczów i strzelił 4 gole — wicemistrzostwo świata 2002 oraz start w Mistrzostwach Europy 2000 (runda grupowa).